# Squale (qualité logicielle)
Pour les articles homonymes, voir Squale.
Squale est un logiciel open source permettant de mesurer et de contrôler la qualité des développements d'applications multi-langage. La version téléchargeable de Squale sait directement analyser du code Java, et peut aussi analyser du code C/C++ et Cobol via un connecteur vers des outils commerciaux (comme McCabe ou RSM).
Squale est distribué sous licence GNU LGPL v3.

## Signification du nom
Squale est l'acronyme de l'Anglais “Software QUALity Enhancement”, que l'on peut traduire par “Amélioration de la qualité logicielle” en Français.

## Description rapide
Plus qu'une simple plate-forme logicielle, Squale est un projet du groupe thématique "Logiciel Libre" du pôle de compétitivité System@tic Paris-Région. Il se focalise sur deux aspects principaux:
- L'élaboration de modèles évolués d'évaluation, de visualisation et d'interprétation des résultats issus des outils de mesure
- Le développement d'une plate-forme logicielle mettant en œuvre les modèles ci-dessus et permettant ainsi de contrôler la qualité du code.

La version actuelle de Squale permet de:
- faire l'analyse d'applications Java/J2EE en utilisant les outils open-source (re)connus tels que Checkstyle, PMD, JDepend et autres.
- faire l'analyse d'applications C/C++ et Cobol en utilisant un connecteur vers les outils commerciaux McCabe et RSM.

Squale est librement téléchargeable sous deux formes principales:
- une version complètement packagée (non recommandée pour une mise en production):
  - un Tomcat embarqué
  - une base de données embarquée (HSQLDB)
  - des outils d'analyses open source pour Java pré-installés
  - un modèle qualité de base à 3 niveaux (facteurs, critères et pratiques qualité)
- une archive contenant tous le nécessaire pour installer Squale sur un serveur Web (type Tomcat, JBoss, ...etc) couplé à un serveur de base de données (type MySQL, Oracle, ...etc).

Les prochaines versions de Squale s'orienteront, entre autres, vers:
- le support d'autres langages (notamment PHP) via l'ajout de nouveaux connecteurs pour les outils d'analyse de ce langage
- l'amélioration de l'interface via des visualisations avancées (au-delà de simples répartitions ou radars)
- la proposition de plans d'action plus évolués

## Autres outils open source
- Jenkins
- XRadar
- Sonar
- QALab
- Maven Dashboard Plugin